# Надек
Наде́к (каз. Надек) — село у складі Панфіловського району Жетисуської області Казахстану. Входить до складу Бірліцького сільського округу.
Населення — 1488 осіб (2021; 1498 у 2009, 1445 у 1999, 1185 у 1989).